# Liste der Krankenhäuser im Landkreis Göttingen
Diese Liste der Krankenhäuser im Landkreis Göttingen führt alle aktuellen Krankenhäuser im Landkreis Göttingen auf.
| Krankenhaus | Sitz               | 2003 | 2004 | 2005 | 2006 | 2007 | 2008 | 2009 | 2010 | 2011 | 2012 | 2013 | 2014 |
| --- | ------------------ | ---- | ---- | ---- | ---- | ---- | ---- | ---- | ---- | ---- | ---- | ---- | ---- |
| Universitätsmedizin Göttingen (UMG)                                                                                            | Göttingen          | 1449 | 1449 | 1449 | 1421 | 1391 | 1354 | 1339 | 1339 | 1339 | 1339 | 1339 | 1339 |
| Asklepios Fachklinikum Göttingen Psychiatrische Klinik; bis 2007 Niedersächsisches Landeskrankenhaus Göttingen                 | Göttingen          | 320  | 320  | 320  | 320  | 320  | 320  | 345  | 345  | 375  | 375  | 400  | 400  |
| Evangelisches Krankenhaus Göttingen-Weende sowie mit dem Standort Bovenden-Lenglern                                            | Göttingen-Weende   | 370  | 356  | 335  | 320  | 320  | 320  | 351  | 384  | 384  | 384  | 384  | 384  |
| Asklepios Fachklinikum Tiefenbrunn bis 2007 Niedersächsisches Landeskrankenhaus Tiefenbrunn                                    | Rosdorf            | 176  | 176  | 176  | 176  | 176  | 176  | 176  | 176  | 176  | 176  | 176  | 176  |
| Krankenhaus St. Martini | Duderstadt         | 179  | 179  | 167  | 155  | 143  | 134  | 134  | 132  | 130  | 126  | 126  | 126  |
| AWO-GSD Nephrologische Zentrum Niedersachsen (NZN)                                                                             | Hann. Münden       | 120  | 120  | 120  | 120  | 120  | 120  | 120  | 120  | 120  | 120  | 120  | 120  |
| AWO-GSD Krankenhaus Hann. Münden bis 2012 als Evangelisches Vereinskrankenhaus Hann. Münden zur ProDiako-Holding               | Hann. Münden       | 155  | 155  | 155  | 155  | 155  | 125  | 125  | 119  | 119  | 119  | 119  | 116  |
| Agaplesion Krankenhaus Neu Bethlehem bis 2012 als Krankenhaus Neu-Bethlehem zur ProDiako-Holding                               | Göttingen          | 120  | 120  | 120  | 120  | 110  | 110  | 110  | 110  | 110  | 110  | 100  | 100  |
| Krankenhaus Neu-Mariahilf gehört seit März 2014 zum Evangelischen Krankenhaus Göttingen-Weende                                 | Göttingen          | 135  | 135  | 128  | 128  | 123  | 118  | 118  | 118  | 115  | 104  | 104  | 104  |
| Parkklinik am Hainberg, zuvor Hainberg-Klinik, im Dezember 2012 erfolgte die Übernahme durch die Universitätsmedizin Göttingen | Göttingen-Oststadt | 30   | 30   | 30   | 30   | 30   | 30   | 30   | 11   | 11   | 11   | 0    | 0    |
| | Gesamt             | 3054 | 3040 | 3000 | 2945 | 2888 | 2807 | 2848 | 2854 | 2879 | 2864 | 2868 | 2865 |

| Krankenhaus | Sitz                   | 2003 | 2004 | 2005 | 2006 | 2007 | 2008 | 2009 | 2010 | 2011 | 2012 | 2013 |
| --- | ---------------------- | ---- | ---- | ---- | ---- | ---- | ---- | ---- | ---- | ---- | ---- | ---- |
| Kliniken Herzberg und Osterode GmbH gehört seit dem 28. Februar 2014 zur HELIOS Kliniken GmbH und heißt seit 18. Juni 2014 Helios Klinik Herzberg/Osterode | Herzberg am Harz       | 290  | 270  | 260  | 260  | 260  | 260  | 254  | 254  | 244  | 244  | 237  |
| Diabeteszentrum Bad Lauterberg im Harz | Bad Lauterberg im Harz | 140  | 140  | 140  | 104  | 104  | 104  | 104  | 100  | 95   | 84   | 84   |
| Klinik Dr. Muschinsky GmbH & Co. KG (Orthopädische Klinik)                                                                                                 | Bad Lauterberg im Harz | 55   | 55   | 48   | 44   | 39   | 39   | 39   | 39   | 39   | 39   | 39   |
| Kirchberg-Klinik (Privatklinik, Träger ist die Gollée GmbH & Co.)                                                                                          | Bad Lauterberg im Harz | 35   | 35   | 35   | 35   | 35   | 35   | 35   | 35   | 35   | 35   | 35   |
| | Gesamt                 | 520  | 500  | 483  | 443  | 438  | 438  | 432  | 428  | 413  | 402  | 395  |